# ПЧЛ-2
ПЧЛ-2 — упразднённый населённый пункт в Целиноградском районе Акмолинской области. На момент упразднения входил в состав Коктальского сельского округа. В 1990 годы включен в состав села Коктал и исключен из учётных данных.

## География
Располагался в 3,6 км к юго-востоку от автомобильной развязки Юго-западного обхода Астаны и автомобильной дороги Астана — Екатеринбург. Ныне представляет собой жилой массив Железнодорожный в Сарыаркинском районе города Астана.

## Население
В 1989 году население составляло 343 человека. Национальный состав: русские — 45 %, немцы - 27%.